# Люксембург на пісенному конкурсі Євробачення 2024
Люксембург брав участь у Пісенному конкурсі Євробачення 2024 у Мальме, Швеція, повернувшись після 31-річної відсутності з моменту останньої участі в 1993 році. Країну представлятла співачка Талі з піснею «Fighter». Люксембурзька телекомпанія RTL започаткувала організацію національного відбору Luxembourg Song Contest, щоб вибирати заявку країни на конкурс. У результаті країна вийшла до фіналу, посівши 5-е місце з 117-ма балами, та зайняла 13-те місце в фіналі з 103-ма балами.

## Передісторія
До конкурсу 2024 року Люксембург брав участь у Пісенному конкурсі Євробачення тридцять сім разів з моменту дебюту на першому конкурсі в 1956 році. Країна вигравала конкурс п’ять разів: у 1961 році, коли Люксембург представляв Жан-Клод Паскаля з піснею «Nous les amoureux», у 1965 році, коли країну представляла Франс Галль з піснею «Poupée de cire, poupée de son», у 1972 році, коли Люксембург представляла Вікі Леандрос з піснею «Après toi», у 1973 році, коли країну представляла Анн-Марі Давід з «Tu te reconnaîtras», та у 1983 році, коли Люксембург представляла Корін Ерме з піснею «Si la vie est cadeau». Після поганого результату в 1993 році Люксембург був виключений із конкурсу 1994 року відповідно до нових правил, які діяли на той час, після чого вирішив не брати участі на конкурсі.
15 грудня 2022 року стало відомо, що прем’єр-міністр Люксембургу Ксав'є Бетель ініціював дискусії щодо повернення країни на Пісенний конкурс Євробачення 2024, а пізніше уряд Люксембургу створив команду, яка покликана забезпечити повернення країни на конкурс. 12 травня 2023 року люксембурзька телекомпанія RTL та Європейська мовна спілка офіційно оголосили про повернення країни на конкурс у 2024 році, що стане першою за понад 30 років участю Люксембургу. Генеральний директор RTL Крістоф Гуссен заявив, що телекомпанія «рада повернутися на пісенний конкурс Євробачення та обрати люксембурзьку делегацію на конкурс». 3 липня 2023 року RTL оголосив, що заявка для участі в конкурсі 2024 року буде обрана через національний відбір.

## Перед Євробаченням

### Luxembourg Song Contest
Luxembourg Song Contest — це конкурс, який визначить представника від Люксембургу на Пісенному конкурсі Євробачення 2024. Фінал має відбутися 27 січня 2024 року в Rockhal у місті Еш-сюр-Альзетт і транслюватиметься на RTL Télé Lëtzebuerg, а також на онлайн-платформах мовника. Коментарі будуть доступні люксембурзькою, французькою та англійською мовами.

#### Формат
Відбір поділений на двоетапну фазу прослуховування та телевізійний фінал, які проводяться в Rockhal.
Наприкінці першого етапу прослуховування, яке проходило з липня по листопад 2023 року, група експертів у складі Сандри Бінц, Еріка Леманна, Дженні Фішбах, Жюля Серріга, Сема Стіна та голови Девіда Глозенера відібрала шорт-лист із близько 70 пісень від приблизно 50 виконавців, які пройшли до наступного етапу.
Заявки, які увійшли до шорт-листу, перейшли до другого раунду прослуховування, який проходив з 22 по 24 листопада 2023 року, де їх оцінювало міжнародне експертне журі у складі Алекса Панаї з Кіпру (голова), Цезара Семпсона з Австрії, Крістера Бьоркмана зі Швеції, Яна Борса з Чехії та Талі Ешколі з Ізраїлю, які визначили фіналістів.
Деталі щодо формату шоу почали оприлюднювати 18 грудня 2023 року. З 21 грудня 2023 року за артистами-конкурентами стежать тренери з вокалу Сюзанна Георгі (представниця Андорри на Пісенному конкурсі Євробачення 2009) і Франческа Аен. система голосування складатиметься з комбінації 50/50 голосування журі та міжнародного телеголосування.

#### Учасники
3 липня 2023 року RTL відкрив період подання для зацікавлених співаків і авторів пісень. Виконавці повинні були або мати люксембурзьке громадянство, проживати в країні принаймні три роки поспіль або бути причетними до люксембурзької музичної сцени, тоді як автори пісень могли бути будь-якої національності.
Форму подання було поділено на три категорії: співаки без пісень для подання, автори-виконавці з менш ніж трьома піснями та автори пісень з менш ніж трьома піснями, які шукають виконавців. Претенденти першої категорії мали змогу надіслати презентаційне відео до 16 липня 2023 року.Близько сотні артистів подали заявки та були оцінені журі RTL наступного тижня за допомогою другого раунду, який було проведено серед учасників цієї категорії та виконавців, які взяли участь у конкурсі з піснею. Прийом заявок на участь авторів пісень і виконавців було закрито до середини серпня 2023 року, а вибрані виконавці мали можливість безпосередньо вибрати пісню на свій смак із отриманих заявок. Заявки на виконавців-авторів були відкриті до 1 жовтня 2023 року. 
Загалом на RTL було надіслано 459 заявок, у тому числі від 24-разового учасника Євробачення (як автора пісень) Ральфа Сігеля, який дебютував із Люксембургом у 1974 році та переміг із Німеччиною у 1982 році. Вісім фіналістів були оголошені один за одним 11 грудня 2023 року. Деякі з них раніше брали участь у талант-шоу, а саме The Voice of Germany (7 та 13 сезони), The Voice Kids France, The Voice Belgique, Luxembour's Next Popstar і Top Voice Luxembourg. Їхні пісні були випущені 9-го січня 2024 року.
Фінал Luxembourg Song Contest відбувся 27 січня 2024 року. Вікі Леандрос, Анн-Марі Давід (переможниці Пісенного конкурсу Євробачення 1972 та Пісенного конкурсу Євробачення 1973 відповідно від Люксембургу), Катріна Лесканіч (переможниця Євробачення 1997 від Великої Британії як учасник групи Katrina and the Waves), Шарлотта Переллі (переможниця Євробачення 1999 від Швеції), Руслана (переможниця Євробачення 2004 від України) та Олександр Рибак (переможець Пісенного конкурсу Євробачення 2009 від Норвегії) виступили як гості під час шоу.
     Пройшли до суперфіналу
| № | Виконавець         | Пісня                  | Переклад            | Мова(и)                | Бали | Бали            | Бали    | Місце |
| № | Виконавець         | Пісня                  | Переклад            | Мова(и)                | Журі | Телеголосування | Загалом | Місце |
| - | ------------------ | ---------------------- | ------------------- | ---------------------- | ---- | --------------- | ------- | ----- |
| 1 | Жоель Маркес Кунья | «Believer»             | Віруючий            | Англійська             | 44   | 59              | 103     | 3     |
| 2 | Edsun              | «Finally Alive»        | Нарешті живий       | Англійська             | 16   | 17              | 33      | 7     |
| 3 | Наомі Айе          | «Paumée sur terre»     | Загублений на землі | Французька             | 58   | 19              | 77      | 4     |
| 4 | Енджі та Rafa Ela  | «Drop»                 | Падіння             | Англійська             | 30   | 22              | 52      | 5     |
| 5 | One Last Time      | «Devil in the Detail»  | Диявол в деталях    | Англійська             | 18   | 29              | 47      | 6     |
| 6 | Krick              | «Drowning in the Rain» | Потопаючи під дощем | Англійська             | 74   | 74              | 148     | 2     |
| 7 | Chaild             | «Hold On»              | Зачекай             | Англійська             | 2    | 27              | 29      | 8     |
| 8 | Талі               | «Fighter»              | Боєць               | Англійська, французька | 94   | 88              | 182     | 1     |

| Виконавець         | Пісня                  | Переклад            | Мова(и)                | Бали | Бали            | Бали    | Місце |
| Виконавець         | Пісня                  | Переклад            | Мова(и)                | Журі | Телеголосування | Загалом | Місце |
| ------------------ | ---------------------- | ------------------- | ---------------------- | ---- | --------------- | ------- | ----- |
| Талі               | «Fighter»              | Боєць               | Англійська, французька | 94   | 84              | 178     | 1     |
| Krick              | «Drowning in the Rain» | Потопаючи під дощем | Англійська             | 80   | 85              | 165     | 2     |
| Жоель Маркес Кунья | «Believer»             | Віруючий            | Англійська             | 66   | 70              | 136     | 3     |

| Країна          | Члени журі |
| --------------- | --- |
| Бельгія         | - Тіффані Баворовскі - Марі Бенмокадем - Александр Герміс - Лаура Грусенекен (речниця) - Жоель Абай                                      |
| Велика Британія | - AJ Bentley (речник) - Росс Готро - Джек Хавітт - Джульєтта Рассел - Емма Стівенс                                                       |
| Кіпр            | - Андрі Аггеліду - Аргіро Христодуліду - Нікос Євангелу - Кіпрос Каравіотіс - Гор Меліан (речник)                                        |
| Німеччина       | - Кріс Хармс - Лукас Хайнзер - Уве Кантак (речник) - Аліна Штіглер - Пітер Урбан                                                         |
| Португалія      | - Ана Каріна Фернандес Хорхе де Алмейда (речниця) - Ана Маргаріда Лайнс да Сілва Аугусто - Ана Гонсалвес - Педро Грейнджер - Педро Пенім |
| Словенія        | - Єрней Дірнбек-Дімек - Міха Горше - Тінкара Ковач (речниця) - Микола Секулович - Урша Влашич                                            |
| Франція         | - Хедія Чарні - Роберто Курлео - Жульєн Гонсалвес - Антуан Гуіф-Ян - Жульєн Чобанофф (речник)                                            |
| Швеція          | - Аранта Альварес - Емелі Ф'єльстрем - Нанне Грьонваль - Іса Тенгблад (речниця) - Оскар Зія                                              |

| Учасник            | Місце | Бали від глядачів | Бали від журі   | Бали від журі | Бали від журі | Бали від журі | Бали від журі | Бали від журі | Бали від журі | Бали від журі | Бали від журі | Загальна кількість балів |
| Учасник            | Місце | Бали від глядачів | Велика Британія | Кіпр          | Бельгія       | Словенія      | Німеччина     | Португалія    | Франція       | Швеція        | Загалом       | Загальна кількість балів |
| ------------------ | ----- | ----------------- | --------------- | ------------- | ------------- | ------------- | ------------- | ------------- | ------------- | ------------- | ------------- | ------------------------ |
| Талі               | 1     | 84                | 12              | 12            | 12            | 12            | 10            | 12            | 12            | 12            | 94            | 178                      |
| Krick              | 2     | 85                | 10              | 10            | 8             | 10            | 12            | 10            | 10            | 10            | 80            | 165                      |
| Жоель Маркес Кунья | 3     | 70                | 8               | 8             | 10            | 8             | 8             | 8             | 8             | 8             | 66            | 136                      |

### Популяризація та ревамп заявки
У рамках просування своєї заявки на конкурс Талі підтвердила свою присутність на вечірці Євробачення в Лондоні 7 квітня та на Eurovision in Concert в Амстердамі 13 квітня 2024 року.
Також, на початку березня співачка оголосила, що «Fighter» отримає ревамп з деякими змінами. Він вийшов 29 березня 2024 року.

## На Євробаченні
Пісенний конкурс Євробачення 2024 відбувся в Мальме-Арена у Мальме, Швеція, і складався з двох півфіналів, які відбулися відповідно 7 і 9 травня, і фіналу 11 травня 2024 року. Усі країни, за винятком країни-господарки та країн «Великої п'ятірки» (Франція, Німеччина, Італія, Іспанія та Велика Британія) повинні пройти кваліфікацію в одному з двох півфіналів, щоб поборотися за вихід у фінал, а саме десять кращих країн з кожного півфіналу пройдуть до фіналу. 30 січня 2024 року було проведено жеребкування, щоб визначити, у якому з двох півфіналів, а також у якій половині шоу виступатиме кожна країна; Європейська мовна спілка (ЄМС) розділяє країни-конкурсанти на різні банки на основі моделей голосування з попередніх конкурсів, причому країни зі сприятливою історією голосування поміщаються в одну банку. В результаті жеребкування Люксембург мав виступити у другій половині першого півфіналу.
У Люксембурзі всі три шоу транслювалися на RTL.

### Виступ
Постановку виступу Талі на конкурсі поставив Герман Нєнов (креативний директор від України в 2023 році, а також від України на Дитячих Євробаченнях у 2021 і 2022).

### Перший Півфінал
Люксембург виступав під останнім, 15-им, номером після виступу Португалії. Наприкінці шоу країну було оголошено однією з 10-и фіналістів. Пізніше стало відомо, що Люксембург посів п’яте місце з п’ятнадцяти країн-учасниць у першому півфіналі зі 117 очками.

### Фінал
Після півфіналу було визначено, що Люксембург виступить у першій половині фіналу. Пізніше було визначено, що Люксембург виступить під 4-им номером після Німеччини та перед Ізраїлем (до дискваліфікації Нідерландів Люксембург мав виступати перед ними). Талі знову взяла участь у генеральних репетиціях 10 і 11 травня перед фіналом, включаючи шоу для журі, де професійне журі віддало остаточне голосування перед фіналом. Люксембург посів у фіналі тринадцяте місце з 103-ма балами, а саме: 83 бали від журі та 20 від телеголосування.

### Голосування
Під час голосування під час кожного з шоу кожна країна присуджувала два набори балів від 1 до 8, 10 і 12: один від професійного журі, інший від телеголосування у фіналі, тоді як голосування у півфіналі повністю базувалося на телеголосуванні. Журі кожної країни складалося з п’яти професіоналів музичної індустрії, які є громадянами країни, яку вони представляють. Вони оцінюють кожну заявку на основі виступів під час другої генеральної репетиції кожного шоу, яка відбувається ввечері перед кожним живим шоу, за набором критеріїв, включаючи: вокальний потенціал; сценічний виступ; композиція та оригінальність пісні і загальне враження від заявки. Також жодному члену журі не дозволяється обговорювати своє голосування з іншими членами або бути будь-яким чином пов'язаним з будь-якими діями, у яких інші члени журі не можуть голосувати неупереджено та незалежно. Індивідуальний рейтинг кожного члена журі в анонімній формі, а також результати загальнонаціонального телеголосування були опубліковані незабаром після фіналу конкурсу. У фіналі конкурсу результати голосування журі були озвучені речниками, представленими від кожної країни, що брала участь на конкурсі, у той час як результати телеголосування оголошувалися ведучими. Речницею від Люксембургу була Дезіре Носбуш, ведуча Євробачення 1984.
Нижче наведено бали, отриманих та відданих Люксембургом в першому півфіналі та фіналі конкурсу.

#### Бали нараховані Люксембургу
| Бали     | Телеголосування                                 |
| -------- | ----------------------------------------------- |
| 12 балів |                                                 |
| 10 балів | Португалія                                      |
| 8 балів  | Азербайджан Кіпр Сербія                         |
| 7 балів  | Молдова Литва Німеччина Україна Хорватія Швеція |
| 6 балів  | Ірландія Польща 🌎 Решта світу Фінляндія        |
| 5 балів  | Ісландія Словенія                               |
| 4 бала   | Австралія                                       |
| 3 бали   | Велика Британія                                 |
| 2 бали   |                                                 |
| 1 бал    |                                                 |

| Бали     | Телеголосування | Журі                                                   |
| -------- | --------------- | ------------------------------------------------------ |
| 12 балів | Ізраїль         | Ізраїль                                                |
| 10 балів |                 |                                                        |
| 8 балів  |                 | Азербайджан Ірландія                                   |
| 7 балів  |                 | Франція                                                |
| 6 балів  |                 | Швеція                                                 |
| 5 балів  |                 | Словенія Хорватія                                      |
| 4 бали   | 🌎 Решта світу  | Албанія Велика Британія Кіпр Мальта Фінляндія Хорватія |
| 3 бали   | Франція         | Греція Німеччина                                       |
| 2 бали   |                 | Австралія Молдова                                      |
| 1 бал    | Бельгія         | Данія Україна                                          |

#### Бали нараховані Люксембургом
| Бали     | Телеголосування |
| -------- | --------------- |
| 12 балів | Португалія      |
| 10 балів | Литва           |
| 8 балів  | Україна         |
| 7 балів  | Хорватія        |
| 6 балів  | Ірландія        |
| 5 балів  | Сербія          |
| 4 бали   | Кіпр            |
| 3 бали   | Австралія       |
| 2 бали   | Фінляндія       |
| 1 бал    | Словенія        |

| Бали     | Телеголосування | Журі       |
| -------- | --------------- | ---------- |
| 12 балів | Ізраїль         | Швейцарія  |
| 10 балів | Хорватія        | Франція    |
| 8 балів  | Франція         | Латвія     |
| 7 балів  | Україна         | Кіпр       |
| 6 балів  | Португалія      | Хорватія   |
| 5 балів  | Греція          | Україна    |
| 4 бали   | Литва           | Німеччина  |
| 3 бали   | Італія          | Португалія |
| 2 бали   | Швейцарія       | Вірменія   |
| 1 бал    | Німеччина       | Швеція     |

##### Детальні результати голосування з Люксембургу
| №  | Країна      | Телеголосування | Телеголосування |
| №  | Країна      | Місце           | Бали            |
| -- | ----------- | --------------- | --------------- |
| 01 | Кіпр        | 7               | 4               |
| 02 | Сербія      | 6               | 5               |
| 03 | Литва       | 2               | 10              |
| 04 | Ірландія    | 5               | 6               |
| 05 | Україна     | 3               | 8               |
| 06 | Польща      | 14              |                 |
| 07 | Хорватія    | 4               | 7               |
| 08 | Ісландія    | 12              |                 |
| 09 | Словенія    | 10              | 1               |
| 10 | Фінляндія   | 9               | 2               |
| 11 | Молдова     | 13              |                 |
| 12 | Азербайджан | 11              |                 |
| 13 | Австралія   | 8               | 3               |
| 14 | Португалія  | 1               | 12              |
| 15 | Люксембург  |                 |                 |

До люксембурзького журі увійшли:
- Ванесса Кам
- Патрік Грейс
- Жермен Леон Мартін
- Альфред Ніколя Медернах
- Ірем Сосай

| №  | Країна          | Журі   | Журі   | Журі   | Журі   | Журі   | Журі  | Журі | Телеголосування | Телеголосування |
| №  | Країна          | Журі 1 | Журі 2 | Журі 3 | Журі 4 | Журі 5 | Місце | Бали | Місце           | Бали            |
| -- | --------------- | ------ | ------ | ------ | ------ | ------ | ----- | ---- | --------------- | --------------- |
| 01 | Швеція          | 13     | 13     | 2      | 13     | 21     | 11    | 1    | 19              |                 |
| 02 | Україна         | 17     | 5      | 12     | 12     | 3      | 7     | 5    | 4               | 7               |
| 03 | Німеччина       | 19     | 9      | 3      | 18     | 6      | 8     | 4    | 10              | 1               |
| 04 | Люксембург      |        |        |        |        |        |       |      |                 |                 |
| 05 | Нідерланди      | 1      | 25     | 11     | 1      | 8      | 2     |      |                 |                 |
| 06 | Ізраїль         | 11     | 6      | 9      | 20     | 23     | 18    |      | 1               | 12              |
| 07 | Литва           | 9      | 20     | 13     | 6      | 12     | 16    |      | 7               | 4               |
| 08 | Іспанія         | 8      | 19     | 25     | 15     | 24     | 22    |      | 17              |                 |
| 09 | Естонія         | 25     | 18     | 24     | 23     | 10     | 24    |      | 13              |                 |
| 10 | Ірландія        | 24     | 12     | 6      | 25     | 4      | 13    |      | 11              |                 |
| 11 | Латвія          | 4      | 2      | 10     | 24     | 18     | 4     | 8    | 12              |                 |
| 12 | Греція          | 23     | 17     | 22     | 7      | 19     | 21    |      | 6               | 5               |
| 13 | Велика Британія | 12     | 22     | 23     | 19     | 22     | 25    |      | 21              |                 |
| 14 | Норвегія        | 22     | 4      | 8      | 22     | 17     | 15    |      | 22              |                 |
| 15 | Італія          | 21     | 16     | 7      | 9      | 9      | 17    |      | 8               | 3               |
| 16 | Сербія          | 7      | 11     | 18     | 11     | 5      | 12    |      | 16              |                 |
| 17 | Фінляндія       | 6      | 23     | 16     | 5      | 20     | 14    |      | 15              |                 |
| 18 | Португалія      | 14     | 8      | 15     | 14     | 2      | 9     | 3    | 5               | 6               |
| 19 | Вірменія        | 10     | 15     | 21     | 3      | 7      | 10    | 2    | 14              |                 |
| 20 | Кіпр            | 5      | 7      | 4      | 16     | 11     | 5     | 7    | 18              |                 |
| 21 | Швейцарія       | 2      | 1      | 20     | 2      | 1      | 1     | 12   | 9               | 2               |
| 22 | Словенія        | 20     | 14     | 17     | 17     | 13     | 23    |      | 23              |                 |
| 23 | Хорватія        | 15     | 10     | 1      | 10     | 15     | 6     | 6    | 2               | 10              |
| 24 | Грузія          | 16     | 21     | 5      | 21     | 25     | 20    |      | 24              |                 |
| 25 | Франція         | 3      | 3      | 19     | 8      | 14     | 3     | 10   | 3               | 8               |
| 26 | Австрія         | 18     | 24     | 14     | 4      | 16     | 19    |      | 20              |                 |

## Нотатки
1. ↑  Нідерланди було дискваліфіковано з конкурсу незадовго до фіналу.[43][44]